# Ana Botín
Ana Patricia Botín-Sanz de Sautuola O'Shea (Santander, 4 ottobre 1960) è un'imprenditrice e banchiere spagnola, dal settembre 2014 presidente esecutivo del Banco Santander che opera come Grupo Santander: è l'esponente della quarta generazione Botin a ricoprire questo ruolo. In precedenza è stata CEO della filiale britannica Santander UK.
Secondo Forbes è nel 2018 l'ottava donna più potente del mondo.

## Biografia
Primogenita del banchiere e miliardario spagnolo Emilio Botín e della marchesa Paloma O'Shea, frequenta il collegio cattolico per ragazze St Mary's School of Ascot. Nel 1981 si laurea in Economia presso il Bryn Mawr College,
alla periferia di Philadelphia, successivamente lavora per sette anni negli Stati Uniti presso JPMorgan. Nel 1988 torna in Spagna e entra nella società del padre, il Grupo Santander.
Nel 2000 fonda la società di venture capital Suala Capital (la lascerà nel 2006), nel 2002 è nominata presidente di Banesto, una banca di proprietà del Gruppo Santander, nel 2005 occupa secondo Forbes il 99º posto tra le cento donne con più potere nel mondo, nel 2009 si trova al 45°. Nel 2010 lascia la presidenza di Banesto per gestire la filiale del Gruppo Santander nel Regno Unito dopo la partenza per Lloyd's dell'ex responsabile, Antonio Horta-Osório. Sempre nello stesso anno entra nel consiglio di amministrazione delle Assicurazioni Generali, che tuttavia lascia quasi un anno più tardi.. Nel luglio 2013 entra nel consiglio di amministrazione di The Coca-Cola Company.
Dopo la morte del padre Emilio Botín, il 10 settembre 2014, Ana Botín è eletta lo stesso giorno presidente del Banco Santander.
Dal 2016 la rivista Forbes l'ha inserita nella top 10 della sua lista delle donne più potenti del mondo. Il suo compenso per l'anno 2021 ammonta a più di 12 milioni di euro.

## Vita privata
Nel 1983 la Botín si è sposata con il banchiere Guillermo Morenés Mariátegui, figlio del marchese di Borghetto, proprietario terriero. Hanno tre figli: Felipe Morenés Botín, Javier Morenés Botín, Pablo Morenés Botín.
La famiglia possiede una grande tenuta a Ciudad Real, a sud di Madrid. Nel 2010, Morenés y Mariátegui ha comprato un appartamento con sei camere da letto a Belgravia, Londra. La famiglia ha anche una casa in Svizzera a Gstaad.